# 科羅利夫卡 (博爾希夫市鎮)
48°44′32″N 25°59′28″E / 48.74222°N 25.99111°E
科羅利夫卡（羅馬化：Korolivka）是位於烏克蘭西部特諾皮爾州喬爾特基夫區的村莊，處於尼奇拉瓦河畔，分別距離斯特里爾基夫齊0.5公里和斯科夫亞廷2公里，面積4.85平方公里，海拔高度300米，2001年人口1,094。